# Stal Nysa 2021-2022
Questa voce raccoglie le informazioni riguardanti lo Stal Nysa nelle competizioni ufficiali della stagione 2021-2022.

## Organigramma societario
Area direttiva
- Presidente: Robert Prygiel
- Amministratore delegato: Krzysztof Kobienia
- Amministrazione: Adam Kurek
- Team manager: Mirosław Mierzwiński

Area tecnica
- Allenatore: Krzysztof Stelmach (fino a novembre 2021), Daniel Pliński (da novembre 2021)
- Allenatore in seconda: Michał Róg (fino a novembre 2021), Paweł Potoczak (da novembre 2021)

Area comunicazione
- Media: Aleksandra Głuszek

Area marketing
- Responsabile marketing: Agnieszka Sokołowska

Area sanitaria
- Fisioterapista: Wiesław Kuźma

## Rosa
| N° | Nome                | Ruolo | Data di nascita   | Nazionalità sportiva |
| -- | ------------------- | ----- | ----------------- | -------------------- |
| 1  | Maciej Zajder       | C     | 31 gennaio 1988   | Polonia              |
| 2  | Patryk Szwaradzki   | O     | 27 giugno 1995    | Polonia              |
| 3  | Kamil Dębski        | S     | 17 ottobre 1997   | Polonia              |
| 4  | Marcin Komenda      | P     | 24 maggio 1996    | Polonia              |
| 5  | Mitchell Stahl      | C     | 31 agosto 1994    | Stati Uniti          |
| 6  | Zouheir El Graoui   | S     | 1º luglio 1994    | Marocco              |
| 8  | Bartosz Bućko       | S     | 6 gennaio 1995    | Polonia              |
| 9  | Dominik Kramczyński | C     | 13 gennaio 2001   | Polonia              |
| 10 | Wassim Ben Tara     | O     | 3 agosto 1996     | Tunisia              |
| 11 | Moustapha M’Baye    | C     | 18 settembre 1992 | Polonia              |
| 15 | Kamil Kwasowski     | S     | 13 settembre 1990 | Polonia              |
| 16 | Kamil Dembiec       | L     | 4 febbraio 1992   | Polonia              |
| 17 | Michał Ruciak       | L     | 22 agosto 1983    | Polonia              |
| 22 | Nikolaj Penčev      | S     | 22 maggio 1992    | Bulgaria             |
| 44 | Mariusz Schamlewski | C     | 16 gennaio 1991   | Polonia              |
| 91 | Patryk Szczurek     | P     | 6 febbraio 1991   | Polonia              |